# Malmysch
Malmysch (russisch Малмыж) ist eine Kleinstadt in der Oblast Kirow (Russland) mit 8265 Einwohnern (Stand 14. Oktober 2010).

## Geografie
Die Stadt liegt etwa 300 km südöstlich der Oblasthauptstadt Kirow nahe der Mündung der Schoschma in die Wjatka, einen rechten Nebenfluss der Wolga.
Malmysch ist Verwaltungszentrum des gleichnamigen Rajons.

## Geschichte
Malmysch wurde erstmals als Ansiedlung der Mari im 15. Jahrhundert erwähnt. 1584 entstand eine russische befestigte Siedlung, welche 1780 als Verwaltungszentrum eines Kreises (Ujesds) Stadtrecht erhielt.

### Bevölkerungsentwicklung
| Jahr | Einwohner |
| ---- | --------- |
| 1897 | 3.165     |
| 1926 | 4.400     |
| 1939 | 6.526     |
| 1959 | 9.088     |
| 1970 | 11.220    |
| 1979 | 11.462    |
| 1989 | 10.699    |
| 2002 | 9.318     |
| 2010 | 8.265     |

Anmerkung: Volkszählungsdaten (1926–1939 gerundet)

## Söhne und Töchter der Stadt
- Igor Kaschkarow (* 1933), sowjetischer Hochspringer und olympischer Bronzemedaillengewinner 1956
- Alexander Kaljagin (* 1942), russischer Schauspieler und Regisseur
- Waleri Assapow (1966–2017), russischer Generalleutnant